# Rajiv Chandrasekaran

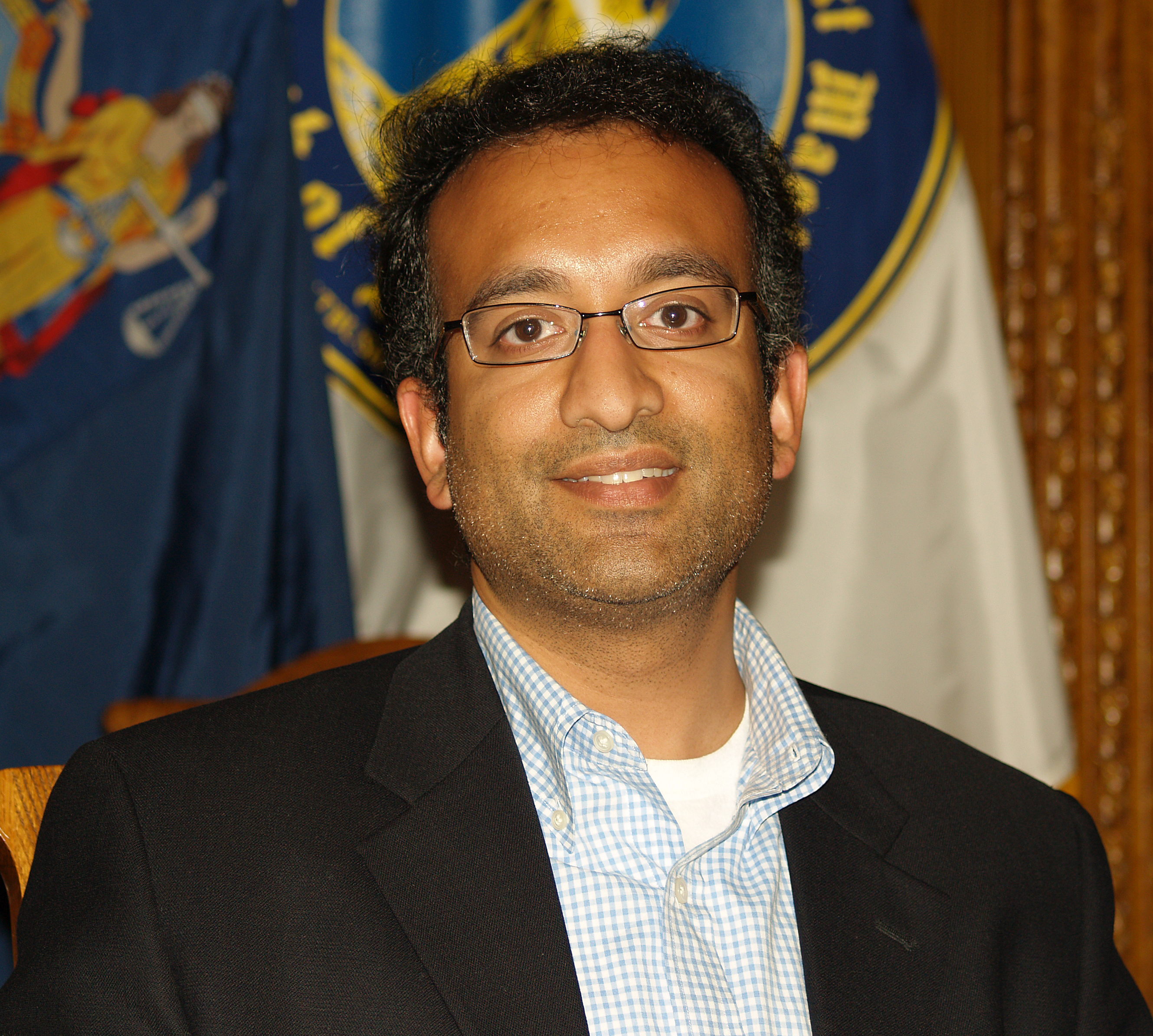
Rajiv Chandrasekaran

Rajiv Chandrasekaran, född 22 januari 1973 Palo Alto, Kalifornien, är redaktör för Washington Post, journalist och författare. 2007 tilldelades han Samuel Johnson Prize.
Chandrasekaran har en kandidatexamen i statsvetenskap vid Stanford University, och har varit anställd vid Washington Post sedan 1994. Under Irakkriget var Chandrasekaran Washington Posts utsände i Bagdad, och har dessutom varit placerad för tidningen i Kairo, Indonesien och i Afghanistan. Under 2005 var han verksam vid Johns Hopkins School for Advanced International Studies och Woodrow Wilson International Center. Sedan 2005 är han redaktör för Washington Posts webbsida. Chandrasekaran är bosatt i Washington DC.
Som journalist och författare har Chandrasekaran rapporterat om FN:s vapeninspektion i Irak, USA:s ockupation av Irak och invasionen av Afghanistan. Boken Imperial Life in the Emerald City (2006) dokumenterar livet och händelser i amerikanernas högkvarter i Bagdad, den så kallade Green Zone, och bygger förutom på egna ögonvittnesskildringar, på hundratals intervjuer och dokument. Det är en kritisk redogörelse för ett misslyckat försök att implementera en amerikansk demokrati i Irak, och en granskning av de ekonomiska och sociala klyftorna mellan de amerikaner som var stationerade i Irak och den irakiska befolkningen. Boken belönades med det brittiska faktabokspriset BBC FOUR Samuel Johnson Prize 2007.